# Oriolus mellianus
Oriolus mellianus é uma espécie de ave da família Oriolidae.
Pode ser encontrada nos seguintes países: Camboja, China e Tailândia.
Os seus habitats naturais são: florestas subtropicais ou tropicais húmidas de baixa altitude e regiões subtropicais ou tropicais húmidas de alta altitude.
Está ameaçada por perda de habitat.